# Medford (Oregon)
Medford è una città degli Stati Uniti d'America, capoluogo della Contea di Jackson, nello Stato dell'Oregon. Nel 2018 il numero di abitanti era di 82.347. Il nome venne dato alla città durante gli anni 1880 da David Loring, un ingegnere che lavorava per la Oregon and California Railroad a ricordo della sua città natale Medford, nel Massachusetts, e per la sua posizione nel Bear Creek.

## Storia
Situata lungo il cammino del Siskiyou Trail, Medford è stata fondata sulla Oregon and California Railroad nella Bear Creek Valley, una parte della più grande Rogue Valley. Nel gennaio del 1884 J. S. Howard vi costruì il primo edificio commerciale.
L'ufficio postale venne aperto il 6 febbraio 1884, e lo status di city fu acquisito nel 1885. Medford crebbe rapidamente e divenne sede della Contea di Jackson nel 1927.

### Sindaco
Il Sindaco di Medford è Gary Wheeler, che è stato eletto nel novembre 2004 e confermato nel dicembre 2008. Wheeler, residente da molti anni a Medford, terminerà il suo mandato nel dicembre del 2012.
Precedenti sindaci di Medford:
- Lindsay Berryman, 1998-2004; primo sindaco donna di Medford[4]
- Jerry Lausmann, 1986-1998[5]
- Lou Hannum, 1983-1986[6]
- Al Densmore, 1977-1983[7]
- Benny Fagone, 1974-1977

## Geografia e clima
Medford si trova a circa 43 km a nord del confine con la California, e si trova a 42,3°N, circa a metà tra l'equatore ed il polo nord. Secondo il United States Census Bureau, il totale della superficie della città è di 56,2 km². L'Oceano Pacifico si trova a circa 121 km ad ovest della città ed è la costa più vicina. Il fiume più vicino è il Rogue River (13 km), ed il lago più vicino è il Agate Lake 21 km).
Nei dintorni vi sono alcune piccole città come Grants Pass, Klamath Falls, Roseburg, Redding (California), e Crescent City (California). Medford si trova a 369 km da Salem, la capitale dell'Oregon.
L'autostrada più vicina è la I-5, che passa da nord a sud vicino al centro della città. Altre autostrade relativamente vicine sono la I-84 a Portland (439 km) e la I-80 a Sacramento (497 km). A Medford passano si incrociano Oregon Routes 99, 238, 62, e vicino passa la 140 (10 km).
| Valori temperature mensili con limiti minimi e massimi |      |      |      |      |      |      |      |      |      |      |      |      |
| Month                                                  | Jan  | Feb  | Mar  | Apr  | May  | Jun  | Jul  | Aug  | Sep  | Oct  | Nov  | Dec  |
| Rec High °F                                            | 71   | 79   | 86   | 93   | 103  | 111  | 115  | 114  | 110  | 99   | 77   | 72   |
| Norm High °F                                           | 47.3 | 53.8 | 58.3 | 64.3 | 72.2 | 81.2 | 90.2 | 90.1 | 83.5 | 70   | 52.8 | 45.2 |
| Norm Low °F                                            | 30.9 | 33.1 | 35.9 | 39   | 44   | 50.1 | 55.2 | 54.9 | 48.3 | 40.2 | 35   | 31   |
| Rec Low °F                                             | -3   | 6    | 16   | 21   | 28   | 31   | 38   | 39   | 29   | 18   | 10   | -6   |
| Precip (in)                                            | 2.47 | 2.1  | 1.85 | 1.31 | 1.21 | 0.68 | 0.31 | 0.52 | 0.78 | 1.31 | 2.93 | 2.9  |
| Source: USTravelWeather.com                            |      |      |      |      |      |      |      |      |      |      |      |      |

## Economia
La fonte primaria dell'economia di Medford sono l'agricoltura (pere, pesche, viticoltura ) ed i prodotti della lavorazione del legno. La più grande società per la vendita diretta di frutta degli Stati Uniti, Harry e David Operations Corp, ha sede a Medford. È il maggiore datore di lavoro di tutto il sud dell'Oregon, con 1 700 dipendenti fissi e circa 6 700 dipendenti stagionali nella zona di Medford. Harry e David è stato fondato nel 1910.
Siccome non vi sono città di dimensioni pari o superiori nel raggio di molti chilometri, Medford è un centro regionale per i servizi medici. I due ospedali principali impiegano oltre 2000 persone. Medford, è anche un luogo dove si ritirano i pensionati, l'assistenza ed i servizi per gli anziani sono diventati una parte importante dell'economia.
Medford e il suo circondario comprendono un'industria vinicola in forte espansione che include una grande varietà di Bordeaux e altri inclusi merlot, cabernet-sauvignon, syrah, primitivo, pinot, traminer aromatico, riesling, chardonnay, moscato, e gamay.

### Evoluzione demografica

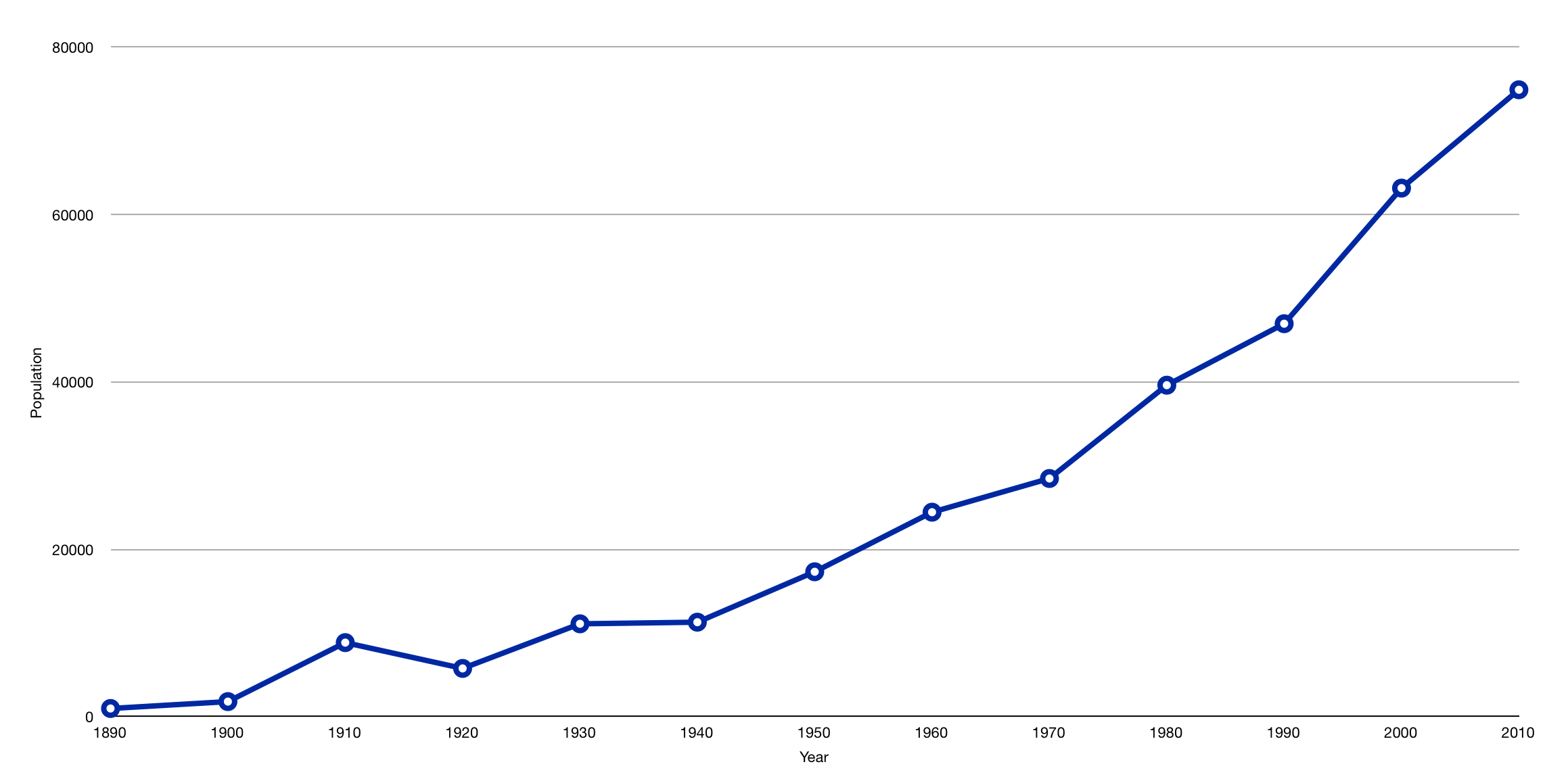
Andamento della popolazione di Medford dal 1890 al 2010

## Punti di interesse

### Alba Park
Alba Park, uno dei parchi più vecchi di Medford, si trova all'incrocio tra Holly e Main in centro. Porta il nome di Alba, la città gemellata con Medford (in Piemonte, Provincia di Cuneo) e contiene un gazebo, una statua di un ragazzo con due cani circondato dalla vasca di una fontana, e un cannone giapponese della Seconda guerra mondiale.

### Claire Hanley Arboretum
Un giardino botanico in cui i primi alberi vennero piantati negli anni sessanta.

### Medford Carnegie Library
È una biblioteca che prende il nome dalla famiglia che ne pagò la costruzione per poi donarla alla città, attualmente l'edificio è vuoto in quanto i libri sono stati trasferiti in nuovi locali.

## Educazione
Medford è servita dal Medford School District (Medford 549c) ed ha due scuole superiori principali, South Medford High School e North Medford High School. Inoltre vi sono 14 scuole elementari e 2 scuole medie.
Nel 1997, il Rogue Community College che ha la sua sede principale a Grants Pass ha completato la costruzione di un campus composto da sette edifici a poca distanza dal centro di Medford.

## Infrastrutture e trasporti

### Aerei
- A Medford vi è il Rogue Valley International-Medford Airport. Oltre 600,000 persone usano questo aeroporto regionale ogni anno.[12] With expansion of the airport terminal underway, the facilities are quickly being upgraded.[13]

### Bus
- L'area metropolitana di Medford è servita dalla Rogue Valley Transportation District (RVTD) dal 1975.[14] Vi sono sei linee, di cui quattro dirette verso le vicine città di Central Point, Jacksonville, Phoenix, Talent, Ashland, e White City.[15] Tutte le linee partono dalla Front Street Transfer Station.

### Treni
- Non vi sono treni passeggeri che raggiungono Medford. I treni della Amtrak raggiungiono la vicina città di Klamath Falls. Le persone di Medford possono prendere un bus alla the RVTD Front Street Transfer Station che li porta direttamente alla stazione ferroviaria in meno di due ore.

## Amministrazione

### Gemellaggi
Medford ha una città gemellata:
- Alba, dal 1960

Nella notte del 26 luglio 1962, fra le due città si svolse la prima conversazione telefonica via satellite, il sindaco di Alba, Osvaldo Cagnasso, e quello di Medford, John Snider, si scambiarono i saluti attraverso il Telstar 1.: